# Ctenomys peruanus
Ctenomys peruanus är en däggdjursart som beskrevs av Sanborn och Pearson 1947. Ctenomys peruanus ingår i släktet kamråttor, och familjen buskråttor. IUCN kategoriserar arten globalt som livskraftig. Inga underarter finns listade i Catalogue of Life.
Denna gnagare blir ungefär 22 cm lång (huvud och bål) och har en cirka 8,8 cm lång svans. Pälsens grundfärg är ljusbrun till krämfärgat men vissa ställen är mörkare brun, däribland nosens spets, öronen och bakfötternas ovansida. Arten skiljer sig främst i avvikande detaljer av skallens konstruktion från andra medlemmar av samma släkte.
Ctenomys peruanus förekommer i höglandet Altiplano i södra Peru. Den vistas där mellan 3800 och 4700 meter över havet. Habitatet utgörs av gräsmarker med sandig jord. I utbredningsområdet finns dessutom några glest fördelade buskar, blommor och andra växter. Individerna gräver underjordiska bon och bildar mindre kolonier. Tunnlarna används även av flera andra små ryggradsdjur som gömställe.
Arten äter olika växtdelar. Den har i motsats till de flesta andra kamråttor ett tydligt varningsläte. Antagligen har honor bara en kull mellan november och april. Dräktigheten varar cirka fyra månader och sedan föds 1 till 5 ungar, oftast 3. Ungarna är vid födelsen väl utvecklade och redan utrustad med päls.